# Koreaanse prehistorie
De Koreaanse prehistorie wordt opgedeeld in twee periodes, het Jeulmuntijdperk (즐문) en de Mumuntijdperk (무문). Ook voor het Jeulmun waren er echter al mensen aanwezig op het Koreaanse schiereiland; vanaf wanneer is nog steeds onderwerp van discussie. 

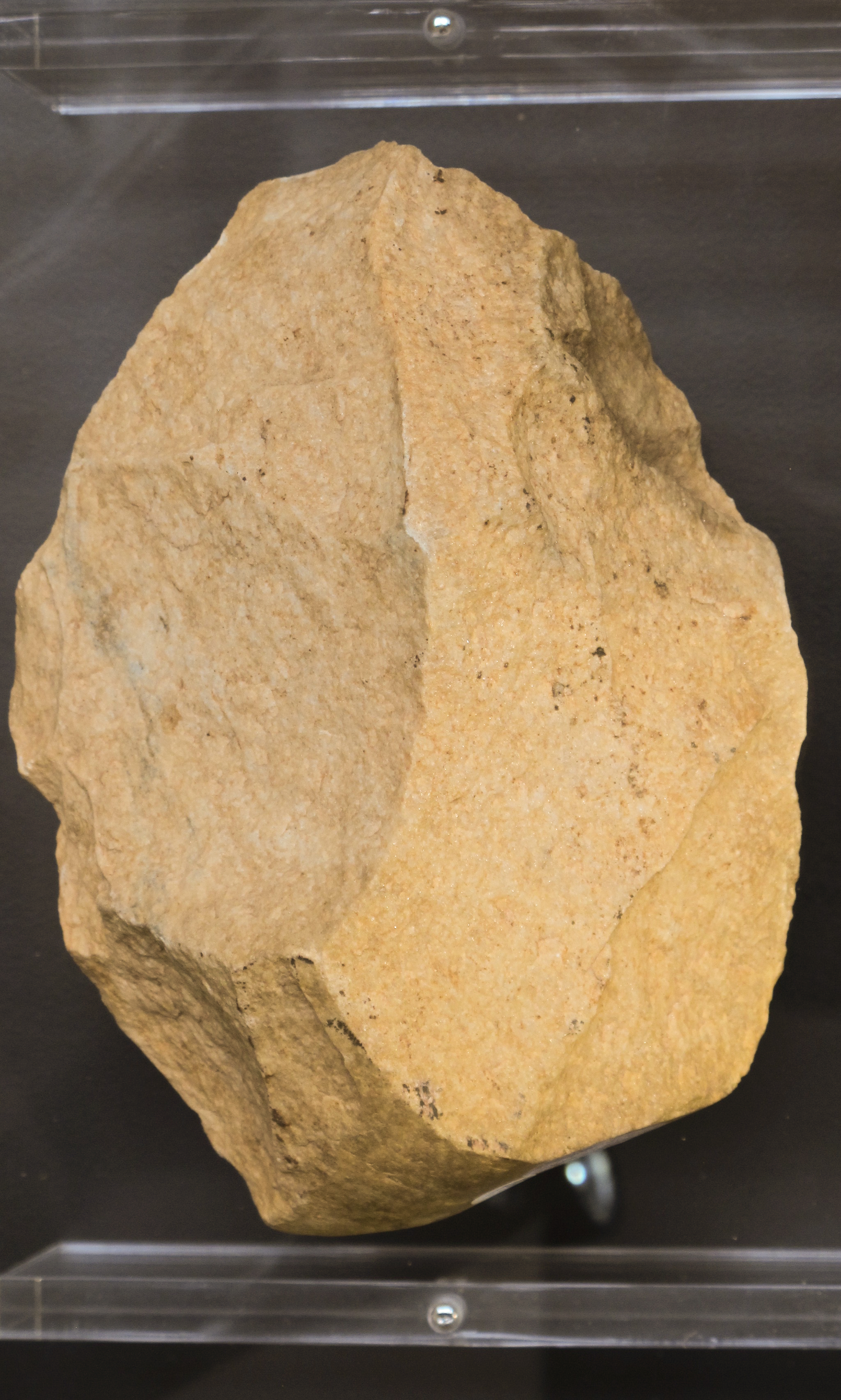
vroeg-paleolithische vuistbijl

## Paleolithicum
Sommige wetenschappers menen dat Homo erectus al 500.000 jaar geleden op het Koreaanse schiereiland aanwezig was. 
Ook de vroege moderne mens liet sporen van zijn verblijf in Korea na. Deze woonde in grotten en leefde als jager-verzamelaar. Zowel in het noorden als zuiden van Korea zijn stenen gebruiksvoorwerpen gevonden uit deze tijd, zoals vuistbijlen, schrapers en messen. Deze zijn mogelijk 30.000 tot 40.000 jaar oud.

## Neolithicum

### Jeulmuntijdperk
Het Jeulmuntijdperk breekt aan rond 8.000 voor Christus, de datum waarop de oudste gevonden aardewerken voorwerpen zijn gedateerd. Het typische aardewerk staat bekend onder de naam Yungimun, en werd gevonden over het gehele Koreaanse schiereiland samen met vele stenen artefacten. Het Jeulmun wordt opgedeeld in het vroeg-, midden- en laat-Jeulmun.

#### Vroeg-Jeulmun

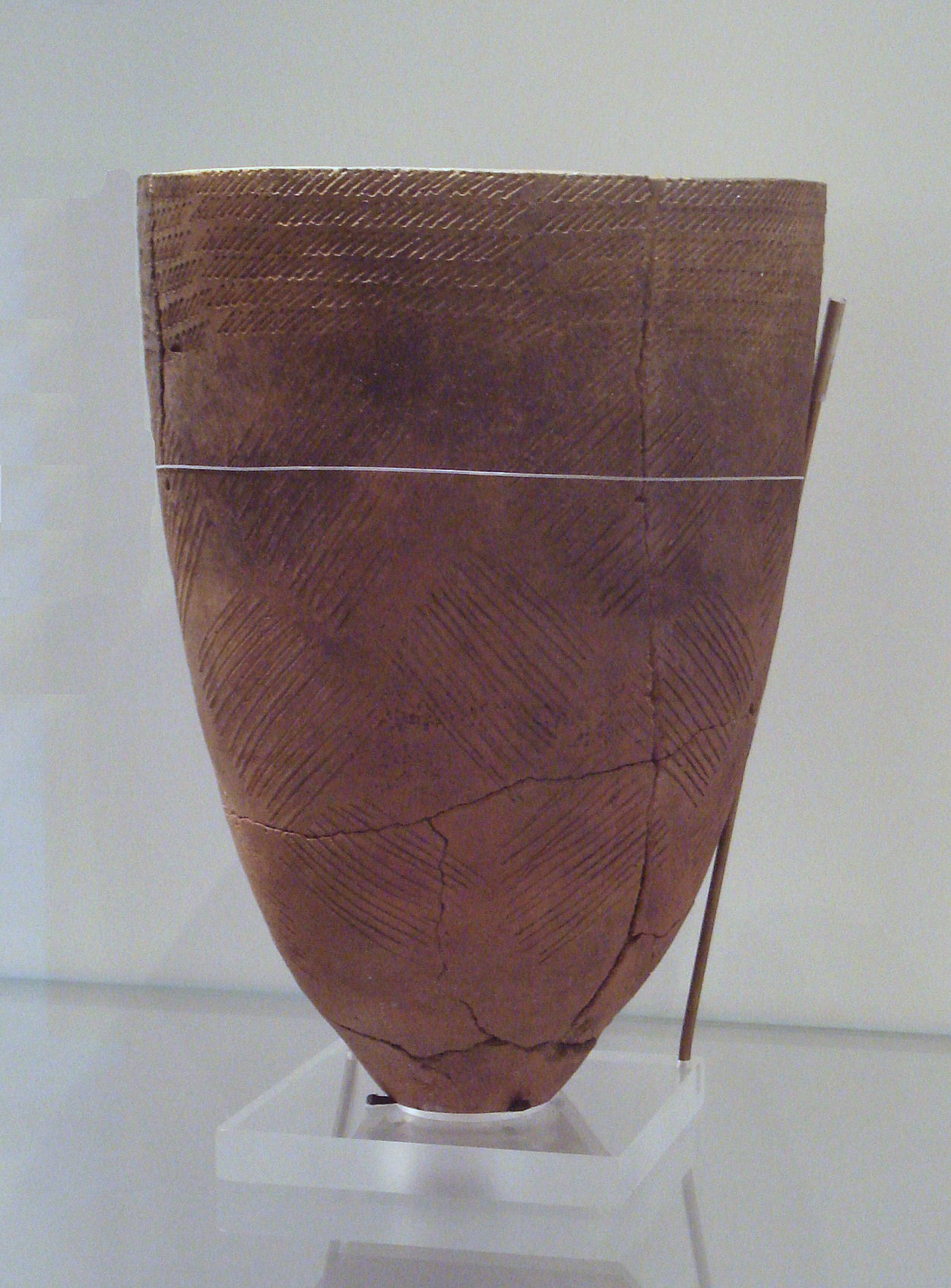
Vaas uit het Jeulmuntijdperk

In het vroeg-Jeulmun leefden de voorouders van de moderne Koreanen van de jacht, visvangst en het verzamelen van voedsel. In sommige plaatsen aan de kust zijn prehistorische stortplaatsen gevonden, waar de mensen uit deze tijd resten van schaaldieren hebben gedeponeerd. De mensen uit die tijd leefden in kleine tijdelijke nederzettingen.

#### Midden-Jeulmun
Tijdens het midden-Jeulmun, van 3500 – 2000 v.Chr., begonnen de bewoners van het Koreaanse schiereiland zich bezig te houden met landbouw. Hoewel wordt aangenomen dat dit niet op grote schaal was en men voornamelijk nog in levensonderhoud voorzag met jacht, visvangst en verzamelen. Er zijn resten van gierst gevonden uit deze periode, maar onduidelijk is of het hier gaat om gecultiveerde gierst of niet. Het kegelvormige aardewerk uit deze periode werd versierd met ingesneden kam patronen of patronen verkregen door het aardewerk te omwikkelen met touw. Het woord jeulmun betekent dan ook kampatroon.

#### Laat-Jeulmun
Het laat-Jeulmun (ca. 2.000 – 1.500 v.Chr.) kenmerkt zich door een grotere nadruk op landbouw. Verondersteld wordt dat door klimatologische veranderingen schaaldieren schaarser werden. Deze verandering bracht met zich mee dat mensen zich langer vestigden op één plaats. Het cultiveren van land gebeurde echter nog maar voor korte tijd, als de bodem uitgeput raakte, trok men verder. De cultuur van jagen, verzamelen en op kleine schaal cultiveren van land kwam tot een einde toen er een betere methode werd gevonden om land te bewerken. Hiermee brak een nieuw tijdperk aan in de Koreaanse prehistorie, het Mumuntijdperk.

### Mumuntijdperk
Aardewerk uit het Mumuntijdperk (1.500 – 300 v.Chr.) verschilt van eerder aardewerk door het ontbreken van versiering. Deze cultuur verspreidde zich vanuit het noorden over het gehele schiereiland, en staat bekend om zijn intensieve landbouw en het ontstaan van gecompliceerde maatschappelijke structuren in zowel Korea als op de Japanse eilanden. 
Ook het Mumun wordt opgedeelde in een vroege, midden en late periode. Tijdens het Mumun zien we hoe de maatschappij langzaam verandert. Complexe ceremoniën ontstaan en het is ook uit deze periode dat de Koreaanse hunebedden stammen. De mensen uit dit tijdperk begroeven hun doden in grote aardewerken kruiken. Later werd het gebruikelijk om de graven te bedekken met grote steen. In dezelfde tijd zien we soortgelijke rituelen zien we in die tijd ook in Mantsjoerije en Siberië gebeuren. Het feit dat er in Korea ruim 30.000 van deze begraafplaatsen gevonden zijn, doet vermoeden dat het gebruik daar is ontstaan. 

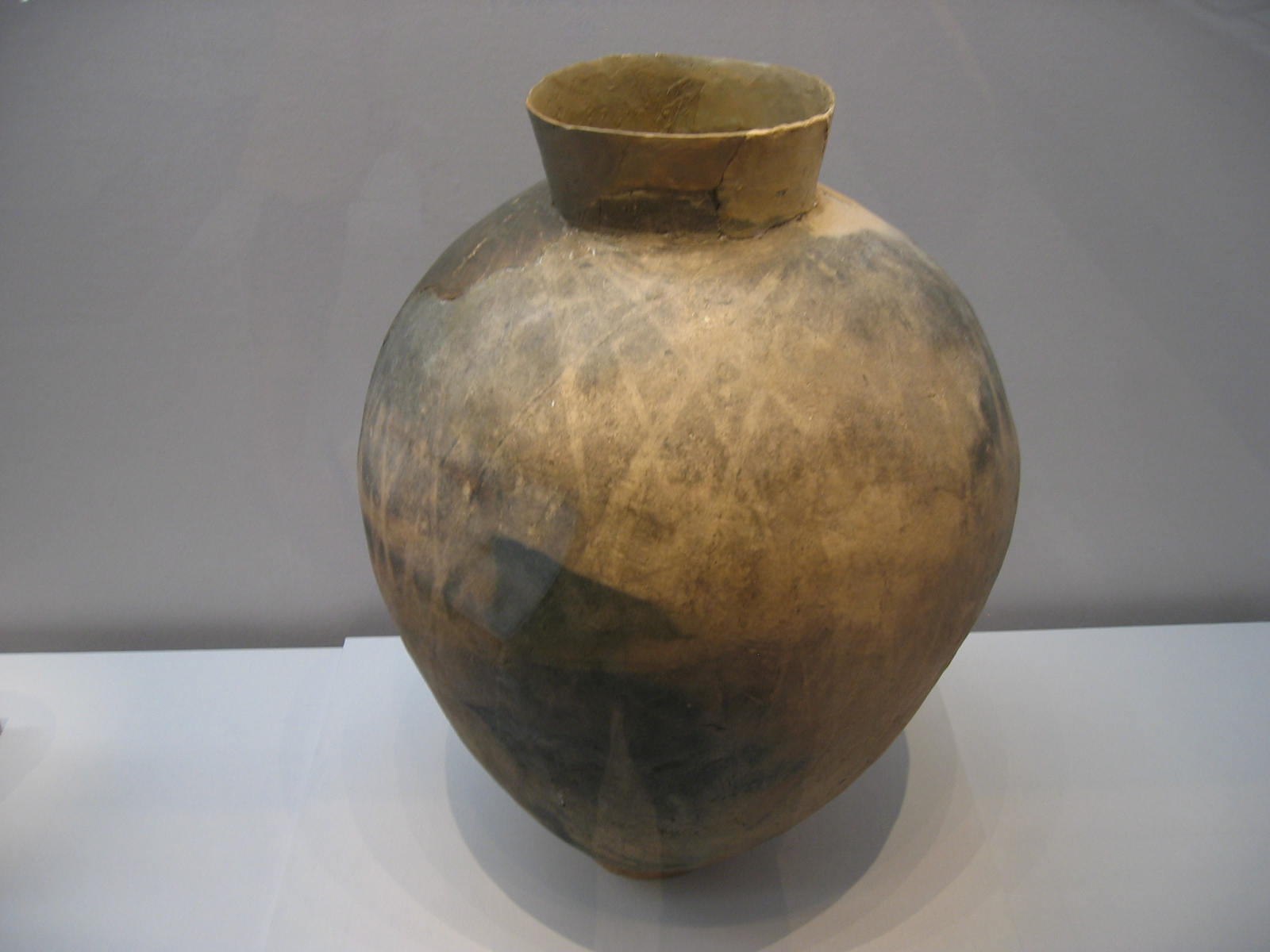
Pot uit het Mumuntijdperk

Naast grote graanvelden is er ook bewijs gevonden voor het ontstaan van natte akkerbouw voor het verbouwen van rijst. Hoewel rijst toch nog niet het belangrijkste onderdeel was van het Koreaanse dieet, kunnen we wel stellen dat het zijn oorsprong kent uit in het Mumuntijdperk. De Mumuncultuur reikte tot aan Jeju-eiland en het westen van Japan. De mensen leefden in woningen die deels ingegraven waren. Ook stammen de eerste bronzen voorwerpen uit deze periode en zijn uit jade vervaardigde ornamenten gevonden.
Met het uitbreiden van de nederzettingen was het onvermijdelijk dat er conflicten uitbraken tussen de verschillende nederzettingen. Het aantal nederzettingen in de late periode was aanzienlijk kleiner, maar het aantal huizen per nederzetting was groter. Sommige nederzettingen werden boven op heuvels gebouwd, zodat ze gemakkelijker te verdedigen waren. Uit het Mumuntijdperk zijn gepolijste zwaarden gemaakt van steen en stenen pijlpunten overgebleven. Deze werden niet alleen gebruikt voor de jacht, maar waren waarschijnlijk ook nodig om zich tegen andere mensen te verdedigen. 
De Mumunperiode eindigt wanneer brons steeds belangrijker wordt en ook ijzeren voorwerpen gevonden worden. Aardewerk dat uit het Mumuntijdperk stamt, blijft echter tot het begin van onze jaartelling in gebruik. 